# Шкіряк-Нижник Зореслава Антонівна
Шкіряк-Нижник Зореслава Антонівна (нар. 24 серпня 1937, м. Ужгород - пом. 28 березня 2021) - доктор медичних наук, професор, завідувачка відділення медичних та психосоціальних проблем здоров'я сім'ї ДУ «Інститут педіатрії, акушерства і гінекології АМН України», професор НМАПО ім. П.Л. Шупика, заступник голови Комітету з біоетики при Президії АМН України, член Керівного комітету з біоетики Ради Європи, член Європейського комітету із запобігання тортур і негуманного поводження та покарання.

## Родина Зореслави Антонівни
- Народилась Зореслава Антонівна у сім'ї відомих лікарів Марії та Антона Бращайків, які здобули медичну освіту у Празі, Відні та Сорбоні.

- Брати батька, Михайло та Юлій Бращайки, були міністрами уряду Августина Волошина Карпатської України,

- Рідний брат матері, Остап Селянський, хірург,

- другий брат Роман — кардіолог у Польщі,

- сестра Святослава — стоматолог у Канаді.

- Продовжують династію лікарів: онук Антон Шкіряк — нейрохірург,

- син сестри Тамари — Норберт Чікош — стоматолог.

- Донька двоюрідного брата Яреми Селянського — Оксана — неонатолог та його син Святослав — стоматолог, Двоюрідна сестра Зореслави,

- Віра Селянська (літ. псевдонім — Віра Вовк), відома українська письменниця у Бразилії, лауреат Національної премії України імені Тараса Шевченка.

## Життєпис
Шкіряк-Нижник Зореслава Антонівна народилася в м. Ужгород у сім'ї відомих лікарів. У 1960 р. закінчила медичний факультет Ужгородського державного університету, згодом — аспірантуру з педіатрії Київського медичного інституту імені О.О. Богомольця.

## Сім'я Зореслави Антонівни
- Перший чоловік Шкіряк Нестор Миколайович – фтизіатр-бронхолог, працював головним клікарем тубдиспансеру Міжгірської ЦРБ Закарпатської області; в Науково-дослідному інституті туберкульозу ім. Ф. Г. Яновського.

- Чоловік у другому шлюбі – Нижник Ігор Йосифович – відомий український поет і прозаїк, лауреат літературної премії ім. Утриска.

Діти
Антон Шкіряк — майор зенітно-ракетних військ у відставці,
Зорян Шкіряк — відомий громадсько-політичний діяч України.

## Професійна діяльність
- Лікар-педіатр Міжгірської районної лікарні Закарпатської області, де працювала 15 років;

- 1967 - захист кандидатської дисертації;

- 1975 - очолила відділ з вивчення дитячої смертності Інституту педіатрії, акушерства та гінекології (ІПАГ) АМН;

- Заступник начальника управління лікувально-профілактичної допомоги дітям і матерям МОЗ України;

- 1988 - керівник відділення медичних та психо-соціальних проблем здоров’я сім’ї ІПАГ НАМН України. На базі інституту вченою ініційоване створення першої в Україні кафедри медико-соціальних проблем материнства та дитинства НМАПО ім. П.Л. Шупика;

- 1992 - науковий керівник комплексного тривалого моніторингового дослідження «Сім’я та діти України»;

- 1996 - представник України у Керівному комітеті з біоетики Ради Європи у Страсбурзі;  член робочої групи з підготовки протокольних документів Ради Європи з питань захисту прав та гідності людини в аспекті біомедицини;

- Заступник голови Комітету з біоетики при Президії АМН України.

- Член Європейського комітету по запобіганню тортур, негуманного чи принижуючого гідність поводження із в’язнями, експерт Національної комісії з захисту суспільної моралі.

## Звання та нагороди
- нагороджена медаллю «За трудову доблесть»;

- нагороджена медаллю «За трудову відзнаку»;

- нагороджена Почесною грамотою Президента України «За сумлінну працю та значний особистий внесок у зміцнення та розбудову Української держави»,
- грамотами та подяками Міністерства охорони здоров’я України;

- нагороджена Подякою Президента України[2];

- подяка Київської міської держадміністрації;

- подяка Закарпатської обласної деджадміністрації.

## Наукова, педагогічна та навчально-методична робота
Автор понад 420 наукових праць, з яких 9 монографій та посібників.
Член правлінь кількох фахових всесвітніх, європейських та національних асоціацій. Представляла Україну на міжнародних фахових та громадських форумах у 48 країнах світу. Лікарську майстерність удосконалювала у відомих клініках США, Канади, Європи, Австралії та Японії.

## Напрями досліджень
- Проблеми охорони материнства і дитинства,
- репродуктивне здоров’я дітей та підлітків,
- екологія і проблеми здоров’я сім’ї,
- перинатальна та педіатрична епідеміологія,
- соціальна педіатрія,
- етика в біомедицині.